# 坎顿 (伊利诺伊州)
坎顿（英語：Canton）是一個位於美国伊利诺伊州富爾頓縣的城市。该城市以中國的广州市命名。

## 地理
坎顿的座標為40°33′28″N 90°02′03″W / 40.55778°N 90.03417°W，而該地的平均海拔高度為198米（即650英尺）。

## 人口
根據2010年美國人口普查的數據，坎顿的面積為20.89平方千米，當中陸地面積為20.47平方千米，而水域面積為0.42平方千米。當地共有人口14704人，而人口密度為每平方千米703.88人。